# جنگل‌های مرطوب حاره‌ای تونگا
جنگل‌های مرطوب حاره‌ای تونگا (انگلیسی: Tongan tropical moist forests) بوم‌ناحیه‌ای از نوع جنگل‌های پهن‌برگ مرطوب حاره‌ای و جنب‌حاره‌ای است که مجمع‌الجزایر تونگا و نیووی را در بر می‌گیرد.

## جغرافیا
بوم‌ناحیه جنگل‌های مرطوب حاره‌ای تونگا شامل مجمع الجزایر تونگا، گروهی متشکل از ۱۷۰ جزیره است که ۸۰۰ کیلومتر از شمال به جنوب بین ۱۵ تا ۲۳ درجه جنوبی و طول جغرافیایی ۱۷۳ تا ۱۷۷ درجه غربی امتداد دارد و کشور تونگا را شامل می‌شود. این بوم‌ناحیه همچنین شامل نیووی است که در ۴۰۰ کیلومتری شرق تونگا در عرض جغرافیایی ۱۹ درجه جنوبی و طول جغرافیایی ۱۶۹ درجه غربی قرار دارد.

## اقلیم
اقلیم این بوم‌ناحیه، حاره‌ای مرطوب است. میانگین دمای روزانه به‌طور کلی از ۲۴ درجه تا ۳۰ درجه سانتیگراد در ماه فوریه (گرم‌ترین ماه) و در ماه اوت (خنک‌ترین ماه) به ۲۰ درجه تا ۲۶ درجه سانتی گراد می‌رسد. میانگین بارندگی سالانه ۲۰۰۰ میلی‌متر یا بیشتر است و مقدار بارش در دامنه‌های بادگیر و در ارتفاعات بالاتر افزایش می‌یابد. میزان بارندگی معمولاً بین دسامبر و آوریل بیشتر است. پست‌بوم‌های بادپناه می‌توانند خشکسالی‌های فصلی را بین ماه مه و نوامبر تجربه کنند.